# Выползовский археологический комплекс
Выползовский археологический комплекс — древнерусское поселение у села Выползов в Козелецком районе Черниговской области Украины. Поселение содержит только древнерусский материал. В Нижнем Подесенье от Чернигова до Киева выделяются пять городищ X века: Шестовицкое, Слабинское, Козерожское, Моровское, Выползовское с интервалами до Киева — 5, 7, 27, 16, 50 км.
Археологический комплекс состоит из городища, посада на подоле и курганного могильника. По топографии поселение сходно с Шестовицким комплексом. Городище с посадом располагаются на узком длинном мысу длиной около 600 м, возвышающемся над поймой правого берега реки Десны и ручья Крымки (старица Десны). К западу от городища площадь мыса занимал открытый посад. Курганный могильник, связанный с поселением, уничтожен застройкой и огородами села.
Городище было открыто в 1889 году В. Л. Бернштамом. Позже разведки и исследования на нём проводили К. А. Ставровский, В. А. Шугаевский, Е. А. Корноухов, А. Г. Розанов, И. И. Ляпушкин, М. П. Кучера, О. В. Сухобоков, В. П. Коваленко, А. П. Моця и другие учёные. Основные раскопки памятника проводились в 1989—1990 годах А. Л. Казаковым, в 2009—2011 — В. Н. Скороходом. Городище размерами 70×90 м имело укрепления с напольной стороны. Гончарная посуда представлена относительно грубой и толстостенной керамикой, выполненной местными гончарами на слабом технологическом уровне. В слое Выползовского поселения обнаружены также и сложнопрофилированные манжетные венчики второй четверти X века. Исследователи отнесли комплекс к концу IX — первой половине X века. Укрепления городища содержат выразительные угольные прослойки и остатки обугленных деревянных конструкций. Следы единовременного пожара отмечены также в жилых землянках посада. В двух объектах найдены дирхем Насра II ибн Ахмада (914—943) и подражание саманидскому дирхему X века. Гибель поселения, вероятно, произошла около 960 года.
В 2013 году был исследован подол Выползовского городища. Удалось выявить три горизонта культурного слоя. Верхний переотложенный, образовавшийся в результате дождевых и паводковых смывов и два непотревоженных времён существования городища. Ранний слой мощностью 0,06—0,25 м, лежащий на материке и поздний мощностью 0,06—0,4 м — между ранним и верхним. Керамический материал малочислен. Среди находок — металлические предметы, фрагмент оселка из песчаника, два фрагмента керамических пряслиц. В позднем горизонте обнаружена причальная конструкция — длинная канава, ориентированная перпендикулярно древнему руслу Десны. Канава использовалась сезонно. Зимой и во время паводков сооружение не использовалось — в эти периоды откладывались прослойки аллювия. По всей видимости канава предназначалась для вытягивания судов из реки на берег для ремонта или временной стоянки. Причальные конструкции эпохи образования Древнерусского государства мало изучены. Причалы X века зафиксированы археологами, кроме Выползова, в Гнёздово и Шестовице.